# Teatro João do Vale
O Teatro João do Vale é um teatro localizado na cidade de São Luís, no Maranhão.
Funcionou como um antigo depósito de açúcar, até o barracão ser adquirido pelo Governo do Maranhão, na administração de Epitácio Cafeteira (1987-1990), durante a execução do Projeto Reviver, sendo denominado Teatro Canarinho.
Posteriormente, em 1995, o decreto estadual nº 14.424 criou o Espaço Cultural João do Vale, com o objetivo de manter as ações do Grupo de Trabalho de Ações Integradas de Cultura – GTAIC/Fundação Cultural do Maranhão (hoje SECMA). 
Foi inaugurado em dezembro de 2001, com a intenção de funcionar como laboratório para o Curso de Formação de Atores do Centro de Artes Cênicas do Maranhão/CACEM. Desvinculado do CACEM em 2006, passou a ser um órgão da Secretaria de Estado da Cultura (SECMA). Após reforma, recebeu o nome de Teatro João do Vale, em homenagem ao compositor maranhense já falecido. A reinauguração, em agosto de 2020, foi realizada com uma live (por conta da pandemia de Covid-19) com músicas interpretadas por Vicente Melo, ator do musical "João do Vale, o Gênio Improvável".
Um anos depois, em agosto de 2021, foi palco da 32ª Edição da Semana de Cultura Popular que homenageou a folclorista e pesquisadora Zelinda Lima. Realizado pelo Governo do Estado, por meio da Secretaria de Estado da Cultura, o evento ocorreu na modalidade presencial e contou com palestra, roda de conversa, mostra de filmes, oficinas temáticas de artesanato, dança regional, tambor de crioula e fotografia.
Possui lotação de 400 lugares (307 na platéia e 93 no mezanino) e está localizado na Rua da Estrela, nº 283, na Praia Grande, entre as Praças Nauro Machado e Valdelino Cécio e o Beco da Pacotilha.